# 発坂駅
発坂駅（ほっさかえき）は、福井県勝山市鹿谷町保田にある、えちぜん鉄道勝山永平寺線の駅である。駅番号はE21。

## 歴史
- 1914年（大正3年）3月11日：京都電燈越前電気鉄道の市荒川駅（現在の越前竹原駅） - 勝山駅間開業に伴い[3][4]、駅開設[1][2]。
- 1942年（昭和17年）3月2日：京福電気鉄道（京福）設立に伴い[5]、同社の越前線（後の越前本線）の駅となる[4]。
- 1984年（昭和59年）3月3日：駅業務を委託化[2]。
- 1993年（平成5年）1月11日：駅業務を廃止し、無人駅へ移行[2]。
- 2001年（平成13年）6月24日：当駅 - 保田駅間で列車正面衝突事故が発生（京福電気鉄道越前本線列車衝突事故）[6]。これに伴う全線運行休止により休業[7][8]。
- 2003年（平成15年）
  - 2月1日：京福がえちぜん鉄道に駅施設を譲渡[8]。同社の勝山永平寺線の駅となる[2]。
  - 10月19日：永平寺口駅 - 勝山駅間の運行再開に伴い、駅業務を再開[8]。

## 駅構造
相対式ホーム2面2線を有する地上駅で無人駅である。木造の駅舎は本線南側の福井方面ホームに隣接し、屋根の一部をホーム上屋としている。駅舎側と構内踏切で結ばれている勝山方面ホームも上屋があり、待合所になっている。
列車交換が可能で列車は右側通行ですれ違う。2001年の列車正面衝突事故では本来当駅で交換する予定が、下り列車が到着していないにもかかわらず上り列車が信号を見落として発車したため衝突した。また、勝山側のポイントにシェルターが設置されている。
| のりば | 路線          | 方向 | 行先                            |
| ------ | ------------- | ---- | ------------------------------- |
| 駅舎側 | ■勝山永平寺線 | 下り | かつやま方面 (勝山方面)         |
| 反対側 | ■勝山永平寺線 | 上り | ふくい方面 (永平寺口・福井方面) |

## 利用状況
「勝山市統計書」によると、1日平均の乗車人員は以下のとおりである。
| 乗車人員推移 | 乗車人員推移 |
| 年度         | 1日平均人数  |
| ------------ | ------------ |
| 2003年       | 49           |
| 2004年       | 62           |
| 2005年       | 68           |
| 2006年       | 65           |
| 2007年       | 59           |
| 2008年       | 62           |
| 2009年       | 60           |
| 2010年       | 65           |
| 2011年       | 62           |
| 2012年       | 62           |
| 2013年       | 61           |
| 2014年       | 58           |
| 2015年       | 58           |
| 2016年       | 52           |
| 2017年       | 53           |
| 2018年       | 56           |
| 2019年       | 59           |
| 2020年       | 41           |
| 2021年       | 40           |
| 2022年       | 44           |

## 駅周辺
両隣の駅に比べ民家が多い。九頭竜川に架かる荒鹿橋に近く、対岸へ渡ることもできる。
- 勝山市乗合タクシー「鹿谷線」発坂駅前バス停留所[11]
- ブータンミュージアム - 2020年に福井市から移転し開業[12][13]。
- 勝山市立北部中学校

## その他
2021年12月15日に発売された乃木坂46のアルバム『Time flies』のキャンペーンの一環で、アルバムのポスターをメンバーが直接貼付するプロモーション活動が当駅でも実施された。日本の駅名で「坂」が付く40か所の駅を対象に実施され、北陸地方（福井県・石川県・富山県・新潟県）では他にも富山県の婦中鵜坂駅でも実施された。

## 隣の駅
えちぜん鉄道
■勝山永平寺線
□快速（上りのみ）
越前竹原駅 (E18) ← 発坂駅 (E21) ← 勝山駅 (E23)
■普通
保田駅 (E20) - 発坂駅 (E21) - （※）比島駅 (E22) - 勝山駅 (E23)
（※）一部の普通列車は比島駅に停車しない。